# Wapen van Esonstad

Wapen van Esonstad

Het wapen van Esonstad is het dorpswapen van het Nederlandse vakantiepark/buurtschap Esonstad, in de Friese gemeente Noardeast-Fryslân. Het wapen werd in 2002 geregistreerd.

## Geschiedenis
Hoewel het wapen in eerste instantie toegekend werd aan Oostmahorn en Esonstad, kreeg Oostmahorn in 2008 een eigen wapen daar het in 2007 de dorpsstatus verkreeg.

## Beschrijving
De blazoenering van het wapen in het Fries luidt als volgt:
dield: 1. yn read in omkearde spande hânbôge fan sulver, mei in gouden pylk: Il. yn blau in kogge mei syl en wimpel fan goud: in yndreaune gouden punt, belein mei in swarte Sint-Jabiksskulp.
De Nederlandse vertaling luidt als volgt: 
gedeeld: I. in rood een omgekeerde gespannen handboog van zilver, met een gouden pijl: II. in blauw een kogge met zijl en wimpel van goud: een ingedreven gouden punt, belegd met een zwarte Sint-Jacobsschelp.
De heraldische kleuren zijn: keel (rood), zilver (zilver), goud (goud), azuur (blauw) en sabel (zwart).

## Symboliek
- Pijl en boog: staat voor de schans die bij Oostmahorn gelegen was. De pijl wijst naar het oosten aangezien de dreiging uit deze richting kwam. Tevens zijn de pijl en boog ontleend aan het wapen van de familie Toxopeus, een familie die verbonden was aan Oostmahorn. De kleurstelling is overgenomen van het wapen van Oostergo[1]
- Kogge: verwijst naar de legendarische handelsstad Ezonstad.[1]
- Schelp: symbool voor de visserij.[1]
- Gouden veld: duidt op het deel "horn" is de plaatsnaam Oostmahorn, hetgeen zoveel betekent als "hoek" of "punt". De gouden kleur wijst op het zeezand.

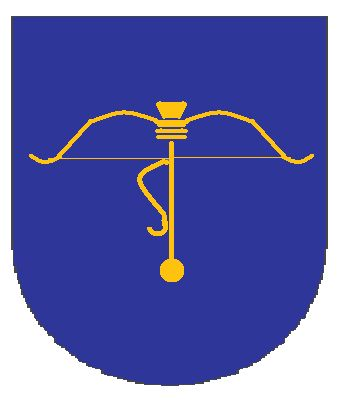
Het wapen van de familie Toxopeus.
Het wapen van Oostergo.

## Zie ook

Vlag van Esonstad